# الا اسکات
الا اسکات (انگلیسی: Ella Scott Lynch؛ زادهٔ ۲۷ سپتامبر ۱۹۸۲) هنرپیشه، و بازیگر سینما اهل استرالیا است.
از فیلم‌ها یا برنامه‌های تلویزیونی که وی در آن نقش داشته‌است می‌توان به سکوت بره‌ها، تار شارلوت، و درخشش اشاره کرد.